# HD 106906 b
HD 106906 b là một hành tinh ngoài hệ Mặt Trời lớn quay quanh ngôi sao HD 106.906, nằm trong chòm sao Nam Thập Tự cách Trái Đất khoảng 300 năm ánh sáng. Hành tinh này là một hành tinh khí khổng lồ được ước tính là khoảng mười lần khối lượng của Sao Mộc. và quay xung quanh ngôi sao của nó ở khoảng cách 97 tỷ km (60 tỷ dặm), hoặc khoảng 650 lần khoảng cách giữa Trái Đất và Mặt Trời. Sự tách biệt rất lớn của hành tinh này từ ngôi sao của nó đã thu hút sự chú ý đáng kể từ cộng đồng thiên văn, vì khoảng cách này là lớn hơn mức người ta tin có thể dựa trên sự hiểu biết hiện tại của thuyết tinh vân.